# Constantin Alexandru Rosetti
Constantin Alexandru Rosetti (ur. 2 czerwca 1816 w Bukareszcie, zm. 8 kwietnia 1885 tamże) – rumuński polityk i publicysta, minister spraw wewnętrznych Rumunii 1881-1882, minister kultury w 1876 i 1878, przewodniczący Izby Deputowanych 1876-maj 1878, listopad 1878-1881 i maj-październik 1883, burmistrz Bukaresztu od stycznia do marca 1871 i od kwietnia do sierpnia 1877.
Ukończył Kolegium św. Sawy w Bukareszcie. W młodości pisał wiersze i tłumaczył na rumuński utwory m.in. George'a Byrona i Victora Hugo. Od 1832 (lub 1833) do sierpnia 1836 służył w milicji Wołoszczyzny. Następnie zajął się pracą w administracji i twórczością literacką. W 1842 został szefem policji w Pitești. Następnie do 1845 pracował jako prokurator w Trybunale Cywilnym w Bukareszcie. Podczas pierwszego pobytu w Paryżu w 1844 wstąpił do masonerii. Powrócił tam w 1845 po śmierci matki. Znalazł się wówczas wśród współzałożycieli Stowarzyszenia Rumuńskich Studentów, które miało pomagać materialnie uboższym spośród nich oraz działać na rzecz zbliżenia narodowego Mołdawian i Wołochów. Ion Ghica był jego prezesem, a Rosetti sekretarzem. Po powrocie do Bukaresztu w 1846 założył księgarnię i kupił drukarnię, która służyła tajnemu towarzystwu Frăția. W 1847 poślubił Mary Grant, siostrę sekretarza brytyjskiego konsula w Bukareszcie, która była modelką malarza Constantina Daniela Rosenthala przy powstawaniu obrazu „Rumunia rewolucyjna”.
W czasie wypadków Wiosny Ludów pełnił obowiązki sekretarza Rządu Tymczasowego, prefekta policji w Bukareszcie (zwolnił z więzień przebywających w nich rewolucjonistów) i wydawcy gazety "Pruncul român". Po upadku rewolucji przebywał na wygnaniu we Francji. Wydawał w tym czasie w Paryżu pisma "România viitoare" i "Republica Română". Po powrocie do Rumunii w maju 1857 założył pismo "Românul”, w którym nawoływał do demokratycznych reform, jedności narodowej i ogłoszenia niepodległości kraju. W 1859 został dyrektorem Teatru Narodowego w Bukareszcie. W 1867 znalazł się wśród współzałożycieli Rumuńskiego Towarzystwa Literackiego – prekursora Akademii Rumuńskiej. W tym samym roku należał do koalicji, która obaliła księcia Aleksandra Jana Cuzę. Od 1874 był jednym z pierwszych przywódców Narodowej Partii Liberalnej. W 1858 został pierwszym prezesem Towarzystwa Drukarzy w Bukareszcie. W 1877 jako przewodniczący Izby Deputowanych ogłosił deklarację niepodległości Rumunii.
Postać Rosettiego upamiętnia pomnik w Bukareszcie autorstwa Wladimira (Włodzimierza) Hegla odsłonięty na placu jego imienia w 1903.